# Cavalcade of America
Cavalcade of America è una serie televisiva statunitense in 132 episodi trasmessi per la prima volta nel corso di 5 stagioni dal 1952 al 1957. È conosciuta anche con i titoli DuPont Presents the Cavalcade Theatre (titolo quarta stagione) e DuPont Theater (titolo quinta stagione).

## Storia
È stata una serie di tipo antologico sponsorizzata dalla società DuPont, che cominciò in radio, dove fu trasmessa dal 1935 al 1953, proseguendo poi in televisione fino al 1957.
Ogni episodio rappresentava una storia a sé. Gli episodi erano storie di genere drammatico (saltuariamente musical). Documentava eventi storici con episodi di coraggio e iniziativa individuale che spesso drammatizzavano in termini trionfalistici il ruolo dello spirito umano contro tutte le avversità, in pieno stile conservatore statunitense. Il motto della società, Maker of better things for better living through chemistry, veniva letto all'inizio di ogni episodio. Nel 1957 fu sostituita dalla serie The DuPont Show of the Month, che aveva episodi della durata di 90 minuti. Nel 1956, la serie fu adattata in un libro, The Deeds and Achievements of the Men and Women Who Made Our Country Great, pubblicato da Crown.

## Interpreti
La serie vede la partecipazione di numerosi attori cinematografici e televisivi, molti dei quali interpretarono diversi ruoli in più di un episodio.
- Richard Gaines (6 episodi, 1952-1954)
- Raymond Greenleaf (6 episodi, 1953-1957)
- James Seay (5 episodi, 1953-1957)
- Robert Foulk (5 episodi, 1953-1956)
- Robert Cornthwaite (5 episodi, 1953-1954)
- Donald Murphy (5 episodi, 1954-1955)
- James Best (4 episodi, 1953-1956)
- Lamont Johnson (4 episodi, 1954-1955)
- Maurice Marsac (4 episodi, 1953-1955)
- Stephen Wootton (4 episodi, 1954-1956)
- Emlen Davies (4 episodi, 1954-1955)
- John Hoyt (4 episodi, 1952-1955)
- Rhys Williams (4 episodi, 1952-1954)
- Nancy Hale (4 episodi, 1953-1956)
- Edgar Buchanan (4 episodi, 1953-1955)
- Booth Colman
- Carl Benton Reid (4 episodi, 1953-1955)
- Ross Elliott (4 episodi, 1954-1957)
- Hugh Beaumont (3 episodi, 1954-1956)
- Gloria Talbott (3 episodi, 1954-1956)
- Ray Teal (3 episodi, 1953-1956)
- John Stephenson (3 episodi, 1954-1956)
- Glenn Langan (3 episodi, 1953-1955)
- Claire Carleton (3 episodi, 1956-1957)
- Jean Howell (3 episodi, 1956-1957)
- Richard Eyer (3 episodi, 1954-1957)
- Harry Shannon (3 episodi, 1954-1956)
- Barbara Eiler (3 episodi, 1955-1957)
- Harlan Warde (3 episodi, 1953-1956)
- Russell Simpson (3 episodi, 1953-1954)
- Dayton Lummis (3 episodi, 1953-1955)
- Howard Negley (3 episodi, 1953-1956)
- Lewis Martin (3 episodi, 1952-1957)
- John Dodsworth (3 episodi, 1952-1954)
- Ann Doran (3 episodi, 1952-1954)
- Dabbs Greer (3 episodi, 1952-1954)
- Stacy Keach Sr. (3 episodi, 1953-1957)
- Paul Harvey (3 episodi, 1953-1955)
- Louis Jean Heydt (3 episodi, 1953-1955)
- Hayden Rorke
- Robert Warwick (3 episodi, 1953-1955)
- William Bishop (3 episodi, 1953-1954)
- Whitfield Connor (3 episodi, 1953-1954)
- John Hamilton (3 episodi, 1953-1954)
- Lee Van Cleef
- John Wengraf (3 episodi, 1953-1954)
- Walter Coy (3 episodi, 1954-1955)
- Marjorie Lord (3 episodi, 1954-1955)
- Walter Reed
- Pitt Herbert (3 episodi, 1954)
- John Ericson (3 episodi, 1955-1957)
- Gary Gray (3 episodi, 1955-1957)
- Willis Bouchey (3 episodi, 1955-1956)
- Virginia Gregg (2 episodi, 1956)
- Stuart Whitman (2 episodi, 1956)
- Michael Winkelman (2 episodi, 1956)
- Don Rickles (2 episodi, 1955-1956)
- James Nolan (2 episodi, 1956-1957)
- Reginald Denny (2 episodi, 1952-1953)
- Ward Bond (2 episodi, 1955-1956)
- Thomas Mitchell (2 episodi, 1955-1956)
- Noreen Corcoran (2 episodi, 1953-1955)
- Russell Johnson (2 episodi, 1955-1957)
- Jean Inness (2 episodi, 1956-1957)
- Barbara Billingsley (2 episodi, 1953-1957)
- Morris Ankrum (2 episodi, 1953-1956)
- Edward Platt (2 episodi, 1956)
- Mark Damon (2 episodi, 1956)
- Robert Crosson (2 episodi, 1956-1957)
- William Swan (2 episodi, 1956-1957)
- Robert Osterloh (2 episodi, 1953-1957)
- Alan Wells (2 episodi, 1954)
- Wendy Winkelman (2 episodi, 1956-1957)
- James Dobson (2 episodi, 1956)
- Joi Lansing (2 episodi, 1956)
- Malcolm Atterbury (2 episodi, 1955)
- Edgar Dearing (2 episodi, 1955)
- Edward Colmans (2 episodi, 1954-1956)
- William Forrest (2 episodi, 1954-1955)
- John Bryant (2 episodi, 1955-1956)
- Dan White (2 episodi, 1953-1956)
- Paul Sorensen (2 episodi, 1955-1956)
- Jess Kirkpatrick (2 episodi, 1956)
- Tyler McVey (2 episodi, 1955-1956)
- Hank Mann (2 episodi, 1953)
- Helen Westcott (2 episodi, 1952-1957)
- Arthur Franz (2 episodi, 1952-1956)
- Leo Britt (2 episodi, 1952-1954)
- Harry Cheshire
- Eduard Franz (2 episodi, 1952-1953)
- Cecil Kellaway (2 episodi, 1952-1953)
- Dan O'Herlihy (2 episodi, 1952-1953)
- Edit Angold (2 episodi, 1953-1957)
- Ross Ford (2 episodi, 1953-1957)
- Everett Glass
- Lurene Tuttle (2 episodi, 1953-1957)
- Otto Waldis (2 episodi, 1953-1957)
- Barbara Wooddell (2 episodi, 1953-1957)
- Harry Morgan (2 episodi, 1953-1956)
- Peggy Webber
- Gladys Hurlbut
- Nolan Leary (2 episodi, 1953-1955)
- Betty Lynn (2 episodi, 1953-1955)
- Peter Mamakos (2 episodi, 1953-1955)
- Patrick O'Moore (2 episodi, 1953-1955)
- Philip Tonge (2 episodi, 1953-1955)
- Pierre Watkin (2 episodi, 1953-1955)
- Howard Wendell
- Stanley Andrews
- Robert Easton (2 episodi, 1953-1954)
- Frank Ferguson
- William Haade (2 episodi, 1953-1954)
- Michael Hall
- Walter Kingsford
- Charles McGraw (2 episodi, 1953-1954)
- Lyle Talbot

## Produzione
La serie fu prodotta da Desilu Productions, Flying 'A' Productions, Four Star Productions, Jack Denove Productions, Screen Gems e Vibar Productions e girata nei Desilu Studios a Culver City in California.

### Registi
Tra i registi sono accreditati:
- Wilhelm Thiele in 36 episodi (1952-1957)
- Robert Stevenson in 8 episodi (1953-1955)
- László Benedek in 6 episodi (1955-1957)
- William A. Seiter in 4 episodi (1956-1957)
- Robert G. Walker in 3 episodi (1954-1955)
- Lewis R. Foster in 3 episodi (1955-1956)
- John Meredyth Lucas in 3 episodi (1955-1956)
- Alvin Ganzer in 3 episodi (1956-1957)
- Sidney Salkow in 2 episodi (1953-1954)
- George Archainbaud in 2 episodi (1954-1957)
- Harry Horner in 2 episodi (1954-1957)
- Charles Bennett in 2 episodi (1955)
- Reginald Le Borg in 2 episodi (1956-1957)
- Richard Kinon in 2 episodi (1956)

### Sceneggiatori
Tra gli sceneggiatori sono accreditati:
- Robert Stevenson in 6 episodi (1953-1954)
- László Görög in 6 episodi (1956-1957)
- George Faulkner in 3 episodi (1953-1954)
- Merwin Gerard in 3 episodi (1954-1957)
- Joel Murcott in 3 episodi (1954-1955)
- Frederick Brady in 3 episodi (1956-1957)
- William Sackheim in 2 episodi (1954)
- John Meredyth Lucas in 2 episodi (1955-1956)
- Larry Marcus in 2 episodi (1955)
- Harold Shumate in 2 episodi (1955)
- William Rousseau in un episodio (1957)

## Distribuzione
La serie fu trasmessa negli Stati Uniti dal 1º ottobre 1952 al 30 aprile 1957 sulle reti televisive NBC (solo la prima stagione) e ABC (le restanti quattro stagioni).

## Episodi
| Stagione         | Episodi | Prima TV USA | Prima TV Italia |
| ---------------- | ------- | ------------ | --------------- |
| Prima stagione   | 20      | 1952-1953    |                 |
| Seconda stagione | 33      | 1953-1954    |                 |
| Terza stagione   | 26      | 1954-1955    |                 |
| Quarta stagione  | 25      | 1955-1956    |                 |
| Quinta stagione  | 28      | 1956-1957    |                 |